# Time (近畿小子)
《Time》是日本二人組合近畿小子的第31單曲。於2011年6月15日由傑尼斯娛樂唱片公司發行。

## 解説
- 遊戲「真三國無雙6」的主題曲。
- 同時推出初回版、普通版，一改往常的皆為CD ONLY版本，這次初回版收錄了約23分鐘的DVD影像，封面各不同。
- 初回版收錄「Time - instrumental」DVD｢Time｣ music clip・｢Time｣ making-of（TOTAL約23分收錄）」(普通版未收錄)。
- 普通版收錄「灰色的花」「你和我的歌」(初回版未收錄)。
- 本單曲延續了紀錄成為自出道以來新入Oricon銷量榜即奪取第一位的連續第31張單曲。

## 名稱
- 日語原名：Time
- 中文意思：Time
- 香港正東譯名：Time
- 台灣艾迴譯名：Time

## 收錄歌曲

### 初回版
1. Time
  - 作詞：U-Key zone / mikula
  - 作曲：U-Key zone
  - 編曲：U-Key zone
  - 弦樂編排：西門·海爾
2. Time - instrumentalTime_(KinKi_Kidsの曲)

1. DVD ｢Time｣ music clip・｢Time｣ making-of(約23分)

### 通常版
1. Time
2. 灰色的花（灰色の花）
  - 作詞：成海カズト　
  - 作曲：成海カズト　
  - 編曲：長岡成貢
3. 你和我的歌（君と僕のうた）
  - 作詞：作田雅彌　
  - 作曲：石塚知生
  - 編曲：知野芳彥